# Hoffmannseggia peninsularis
Hoffmannseggia peninsularis là một loài thực vật có hoa trong họ Đậu. Loài này được (Britton & Rose) Wiggins miêu tả khoa học đầu tiên.